# 和歌山県建築士会館
和歌山県建築士会館（わかやまけんけんちくしかいかん）は、和歌山県和歌山市に所在する歴史的建築物。国の登録有形文化財となっている。

## 概要
- 和歌山城北の市堀川北岸に建つ。正面一階の壁面を内側に立つ。和歌山県建築士会は1952年 (昭和27年）に設立され、しばらく他の設計事務所内に場所を借り、事務局を置いていたが、1961年の総会・理事会で本会館の建設が決定された。建設資金は会員協力金と銀行借入によるもので、士会独力による資金調達であった[1]。上階の平滑な壁を鉄筋コンクリート造の桁で受けて浮遊感を出す。正面のタイル貼壁面に窓を規則正しく並べ、側壁をコンクリート打放しにして正面性を強調し、内樋により端正な立面に仕立てる[2]。

## 文化財
2020年 (令和2年) 8月17日、国の登録有形文化財となる。1966年建築。鉄筋コンクリート造3階地下１階建、建築面積184平方メートル 。

## 交通アクセス
- JR西日本, 南海電気鉄道和歌山市駅徒歩10分。